# Il resto della notte
Il resto della notte (în română: Restul nopții) este un film (dramă) realizat de regizorul Francesco Munzi, în anul 2007. Filmul se desfășoară la Brescia.

## Sinopsis
Silvana, soția depresivă a unui industriaș de provincie, este obsedată că Maria, tânăra lor servitoare româncă, ar fura lucruri de mare valoare din vila lor. Fără nicio dovadă și contrar voinței soțului ei, Silvana hotărăște să o dea afară pe Maria, chiar în ziua următoare.
După o rătăcire fără nicio speranță, Maria își va căuta refugiul la Ionuț, fostul său logodnic. Tânărul tocmai ieșise din închisoare și împărțea cu Victor, fratele său încă adolescent, o cocioabă sordidă dintr-o mahala îndepărtată.
Pasiunea dintre Maria și Ionuț, care părea stinsă de multă vreme, se însuflețește din nou.

## Distribuția
- Sandra Ceccarelli – Silvana Boarin
- Aurélien Recoing - Giovanni Boarin
- Stefano Cassetti - Marco Rancalli
- Laura Vasiliu – Maria
- Constantin Lupescu - Ionuț
- Igor Cosma - Victor
- Susy Laude - Mara
- Teresa Acerbis - Euzebia
- Antonio Rosti - Zulata
- Bruno Festo -  Luca
- Giovanni Morina - Davide
- Giovanni Tormen - Mario
- Valentina Cervi - Francesca
- Veronica Besa - Anna Boarin
- Maurizio Tabani - Vincenzo
- Simonetta Benozzo - Operatoarea

## Durată
Filmul Il resto della notte durează 101 minute.

## Distincții
- În anul 2008, filmul Il resto della notte, a fost nominalizat la Festivalul de la Cannes.
- Film prezentat la Quinzaine des Réalisateurs la Festivalul de la Cannes, la 21 mai 2008.